# Station Kasteelbrakel
Station Kasteelbrakel (Frans: Gare de Braine le Château) is een voormalig spoorwegstation langs spoorlijn 115 in de Waals-Brabantse gemeente Kasteelbrakel.
0,0: Eigenbrakel ·
2,0: Sart-Moulin ·
3,9: Noucelles ·
5,7: Woutersbrakel ·
7,6: Kasteelbrakel ·
9,6: Nidérand ·
12,5: Klabbeek ·
14,0: Tubeke ·
16,4: Ripain ·
18,1: Quenast ·
20,6: Rebecq ·
24,1: Rognon